# Billesholms kyrka
Billesholms kyrka är en kyrkobyggnad i Billesholm. Den tillhör Bjuvs församling i Lunds stift.

## Kyrkobyggnaden
Byggnaden uppfördes åren 1918-1919 som en brukskyrka av Höganäs-Billesholms AB efter ritningar av arkitekt Martin Cronsiö. Kyrkan invigdes av Gottfrid Billing den 6 juli 1919. Den 1 januari 1928 skänktes kyrkan till församlingen. Midsommardagen samma år invigdes en fristående klockstapel.
Det är Sveriges första kyrka med församlingslokal i samma byggnad. Vissa uppgifter menar att detta är Sveriges första småkyrka. Byggnaden vilar på en hög sockel av kluven granit. Fasaderna består av tegel och granit. Taken är klädda med rött enkupigt taktegel. Själva kyrkan består av ett långhus med ett smalare och lägre kor i öster samt en sakristia som är inhyst i en tresidig absid öster om koret. Vid långhusets södra sida ansluter de gamla församlingslokalerna. Nya församlingslokaler finns numera i en fristående byggnad norr om kyrkan.
En brandinspektion i augusti 2013 medförde att församlingen var tvungen att byta ut kyrkans heltäckningsmatta, samtidigt som antalet tillåtna besökare, efter mattans borttagning, reducerades från 250 till 100.

## Inventarier
- Altaruppsatsen är gjord 1919 och har ett stort kors av trä. Själva altaret är murat av tegel som har slätputsats.
- Predikstolen består av en sexsidig korg av trä som vilar på en huggen sandstenskonsol.
- Martin Cronsiö har utformat dopfunten av sandsten.

### Orgel
- 1918 byggde A. Mårtenssons Orgelfabrik AB, Lund en orgel med 10 stämmor.
- Den nuvarande orgeln byggdes 1975 av Anders Persson Orgelbyggeri, Viken och är en mekanisk orgel. Orgeln har två manualer och pedal med sju stämmor.

| Huvudverk I  | Svällverk II      | Pedal      | Koppel |
| Rörflöjt 8´  | Gedakt 8'         | Subbas 16´ | I/P    |
| Principal 4' | Rörflöjt 4'       |            | II/P   |
| Gemshorn 2'  | Kvint 1 1/3'      |            | II/I   |
| Scharf II    | Crescendosvällare |            |        |

## Galleri

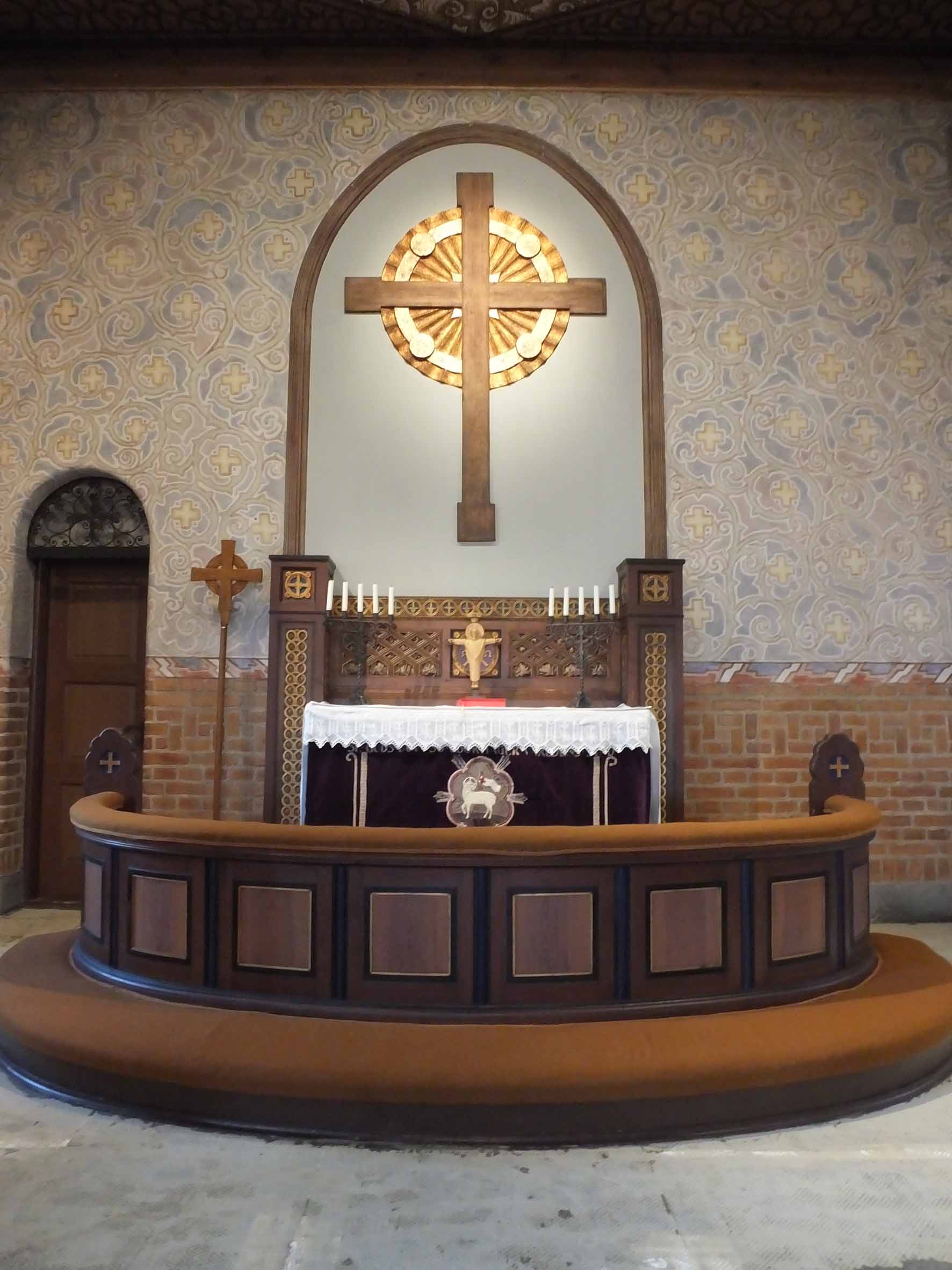
Altaret
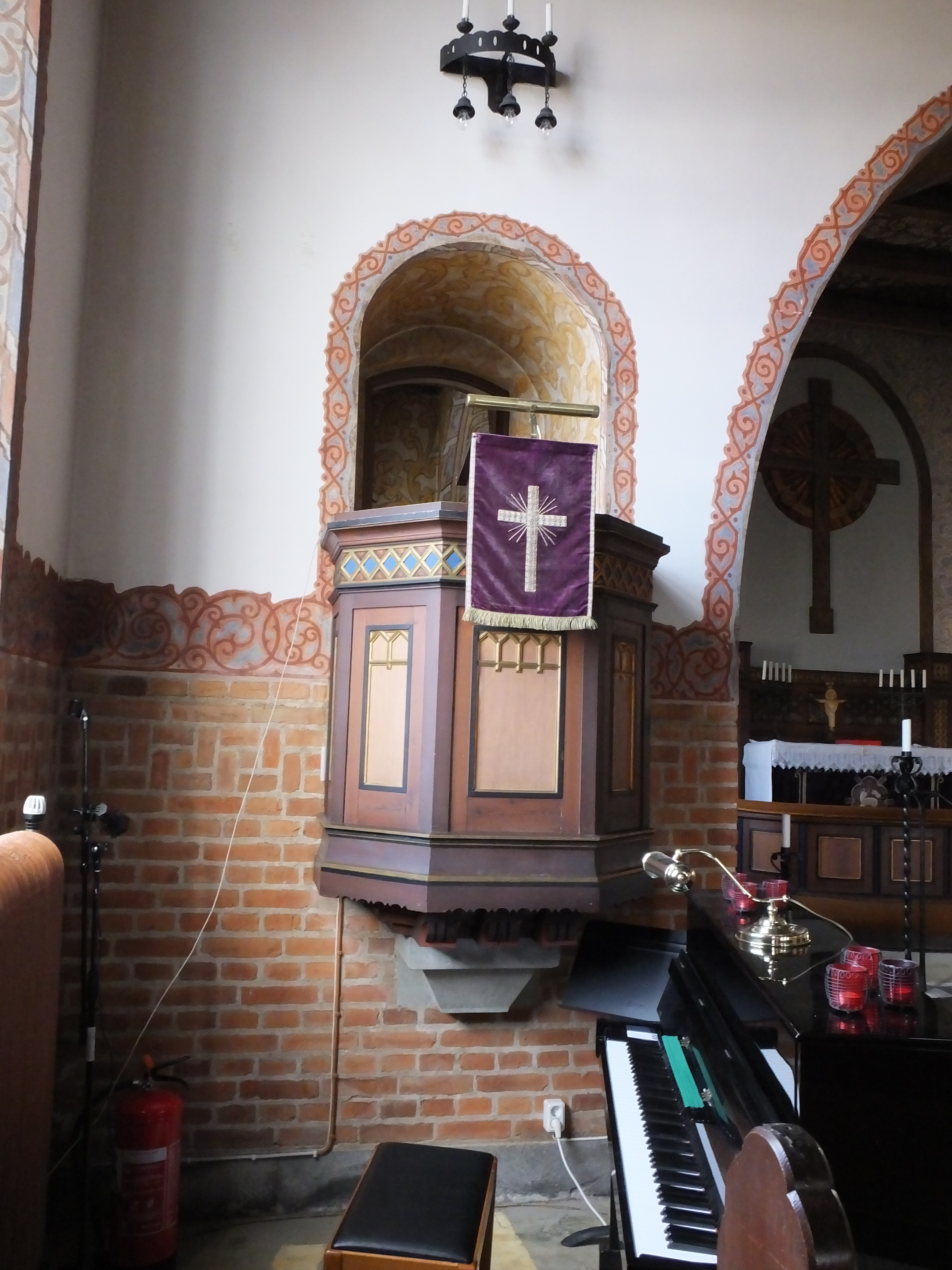
Predikstol
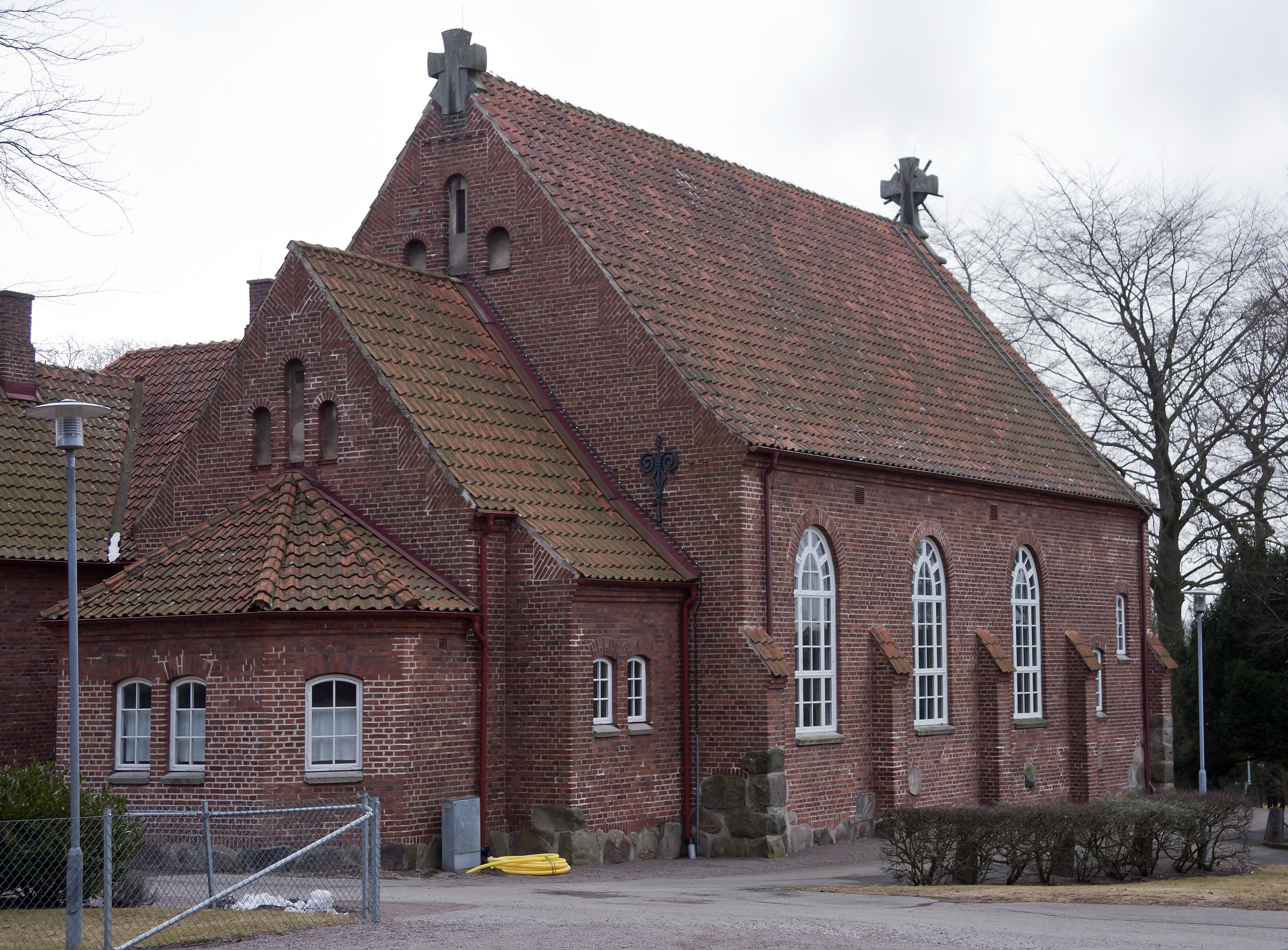
Kyrkan från nordöst
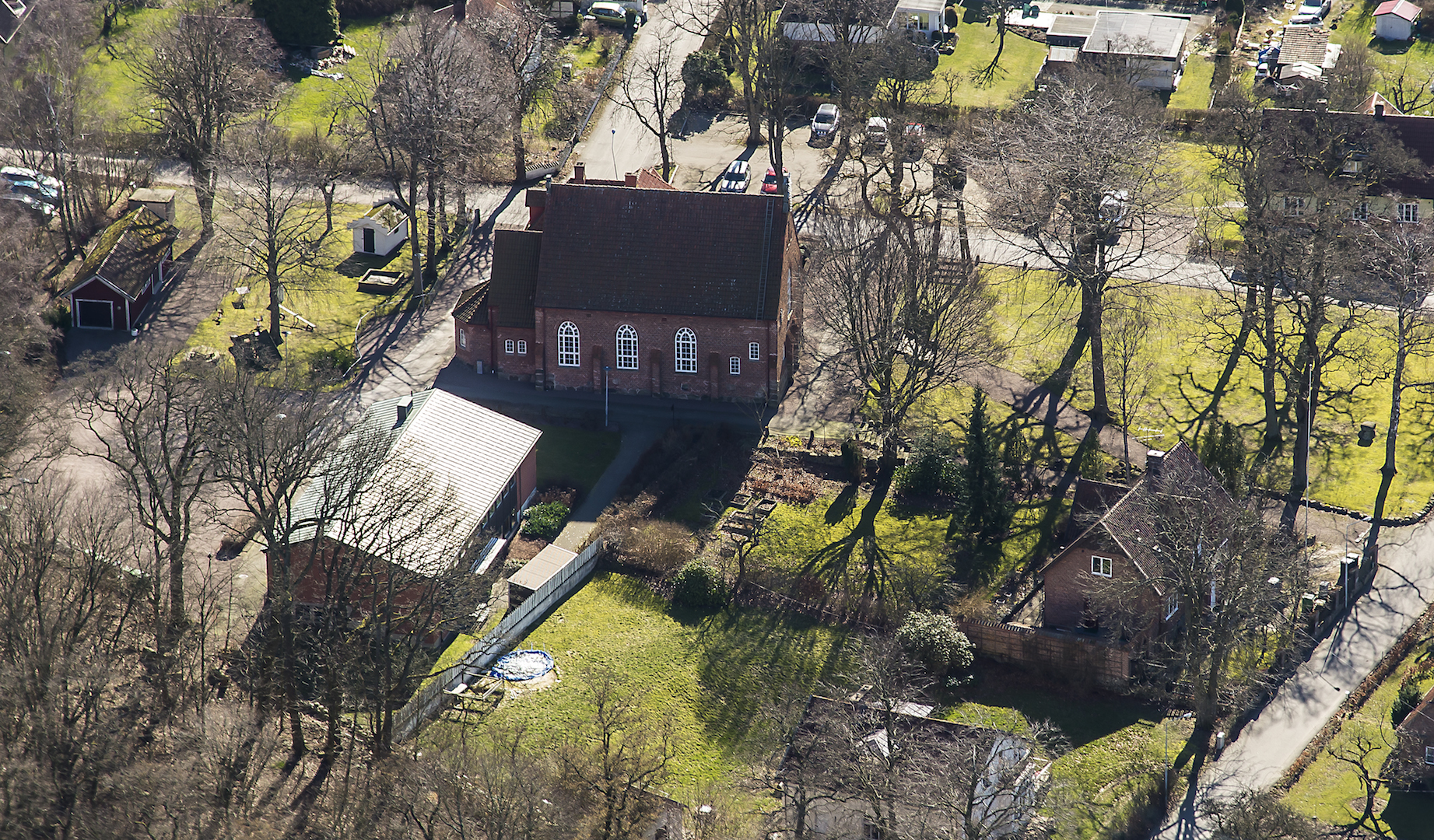
Flygvy
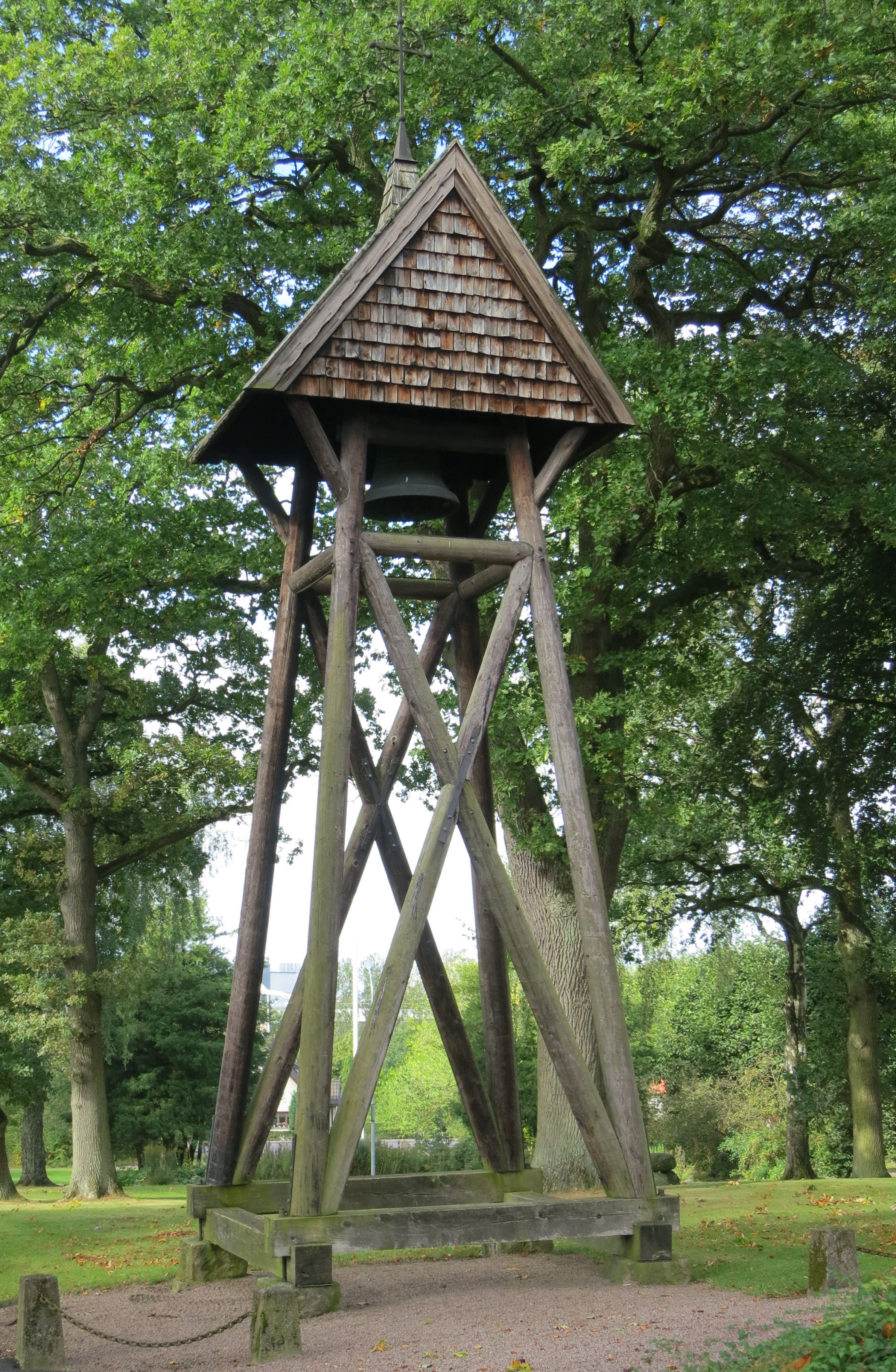
Klockstapeln